# Caius Curtius Philo
Caius Curtius Philo est un homme politique romain du Ve siècle av. J.-C., consul en 445 av. J.-C.

## Famille
Il est membre de la gens Curtia, le seul à avoir occuper une haute magistrature. Mais il est possible qu'il soit en fait membre de la gens Curatia. Le cognomen n'est pas certain, il s'agit de Philo ou de Chilo.

## Biographie
En 445 av. J.-C., il est élu consul avec Marcus Genucius Augurinus. Les deux consuls s'opposent aux demandes du tribun de la plèbe Caius Canuleius qui défend un projet de loi autorisant le mariage entre les patriciens et les plébéiens et l'accession de ces derniers au consulat. Le premier projet est finalement adopté, sous le nom de Lex Canuleia, les patriciens espérant que cette concession suffise à apaiser les tensions avec le peuple. Mais les tribuns de la plèbe, excepté Caius Furnius, confortés par cette première victoire, ne renoncent pas à obtenir une des deux places du consulat pour un plébéien,.
Un compromis est trouvé avec l'instauration du tribunat militaire à pouvoir consulaire, une nouvelle magistrature ouverte à tous et qui remplace le consulat. C'est par l'intermédiaire des deux grands sénateurs de la gens des Quinctii, Titus Quinctius Capitolinus Barbatus et Lucius Quinctius Cincinnatus, que l'arrangement est trouvé, alors qu'une autre partie des consulaires, menée par Caius Claudius Sabinus notamment, propose d'armer les consuls contre le peuple.

### Auteurs antiques
- Tite-Live, Histoire romaine, Livre IV, 1-6 sur le site de l'Université de Louvain

### Auteurs modernes
- (en) T. Robert S. Broughton, The Magistrates of the Roman Republic : Volume I, 509 B.C. - 100 B.C., New York, The American Philological Association, coll. « Philological Monographs, number XV, volume I », 1951, 578 p.
- Janine Cels-Saint-Hilaire, La République des tribus : Du droit de vote et de ses enjeux aux débuts de la République romaine (495-300 av. J.-C.), Toulouse, Presses universitaires du Mirail, coll. « Tempus », 1995, 381 p. (ISBN 2-85816-262-X, lire en ligne)